# Carles Duarte i Montserrat
Carles Duarte i Montserrat (Barcellona, 16 settembre 1959) è un poeta, linguista, traduttore, scrittore e politico spagnolo.

## Biografia
Carles Duarte i Montserrat è nato a Barcellona. Già al suo ingresso all'Università di Barcellona emerse per le sue inquietudini e per l'inclinazione verso la linguistica e la poesia. Nel 1981 ottenne la laurea in filologia catalana e, nel 1984 discusse una tesi sperimentale che studiava con cura il vocabolario giuridico del "Llibre de les Costums de Tortosa".
Durante il periodo 1978-1981 è stato segretario dei "Corsi di lingua catalana" e della "Commissione sociolinguistica" dell'università di Barcellona. Nel 1979, sotto la guida e in collaborazione con Antoni M. Badia i Margarit, ha pubblicato la sua opera prima intitolata Formulari administratiu: aplicat especialment a la Universitat, consistente in uno studio sul linguaggio amministrativo. Da quel momento, Duarte non perderà il contatto con Badia i Margarit, puntualizzando ogni tanto nuovi progetti e studi linguistici fino ad arrivare alla nuova pubblicazione del libro Síntesi d'història de la llengua catalana ("Sintesi di storia della lingua catalana") nel 1981, elaborato congiuntamente con lo stesso Badia i Margarit e M. Àngels Massip i Bonet. Quello stesso anno, Duarte i Montserrat entrerà nella Scuola di Amministrazione Pubblica di Catalogna dove rimarrà fino al 1989.
Uno degli elementi più significativi della sua vita sarà la relazione professionale e di amicizia che manterrà col professor Joan Coromines, specialmente tra gli anni 1979 e 1989; la collaborazione culminerà poi nell'elaborazione del Diccionari etimològic i complementari de la llengua catalana ("Dizionario etimologico e complementare della lingua catalana"), un libro imprescindibile per tutti gli studenti e studiosi della lingua catalana e la sua relazione storica e linguistica. Nonostante la sua vena poetica fosse da tempo elaborata nel suo intimo, Duarte i Montserrat non la manifesterà pubblicamente fino all'edizione del suo primo libro di poesia, Vida endins, edito nel 1984, quando aveva 25 anni.
Tra il 1983 e il 1989 è stato presidente della Fundació Catalunya ("Fondazione Catalogna"), creata da Joaquim Fons. Successivamente, ha ricoperto diversi incarichi di rilievo: addetto del Servei d'Assessorament Lingüístic ("Servizio di assistenza linguistica"), vicedirettore generale di Formació d'Adults ("Formazione degli adulti"), addetto all'area di Immagine Istituzionale, direttore generale di Diffusione e membro della Giunta Permanente del Catalano e della Commissione consultiva del linguaggio amministrativo.
È stato presidente del premio di poesia Premis Recvll de Blanes oltre che membro di numerosi altri premi nazionali di poesia.
Nell'ambito sociale e politico è importante citare il suo ruolo di Segretario generale della Presidenza della Generalità di Catalogna durante il governo di Jordi Pujol con Convergència i Unió (CiU). Fu anche il vicepresidente del Forum Universale delle Culture Barcellona 2004 ed è il presidente onorario della Fondazione Foro Universale delle Culture.
Nel 1983 ha fondato assieme ad altri la rivista Llengua i Dret ("Lingua e diritto"), ricoprendo l'incarico di direttore fino all'aprile del 2003. Attualmente fa parte del comitato di redazione. Collabora abitualmente con quotidiani come Avui, El Periódico de Catalunya, Segre, Diari de Girona, Regió 7 e El 9 Nou, scrivendo articoli di ogni tipo. Partecipa ai consigli delle riviste Idees, Discurso y Sociedad e - finché veniva pubblicata - Revista de l'Alguer. È stato professore di linguaggi speciali e comunicazione in varie università della Catalogna, del Paese Valenzano, delle isole Baleari e d'Italia.
Fino al 2016 ha diretto la Fundació Lluïs Carulla; nel 2017 è portavoce della commissione culturale della Società Economica Barcellonese di Amici del Paese, presidente della fondazione Amici del Museo nazionale d'arte della Catalogna (MNAC), presidente del Consiglio nazionale della cultura e delle arti della Generalitat de Catalunya e consulente culturale del Comune di Barcellona.

## Opere
Come scrittore, è citato nel volume IV dell'Antologia di poeti catalani dei professori Martí di Riquer, Giuseppe Grilli e Giuseppe Sansone, nell'antologia Non à la guerre, edita in Francia dal poeta Lionel Ray come responsabile letterario, e nella Antologia della poesia catalana contemporanea edita a Buenos Aires da Alberto José Miyara. Inoltre è stato professore invitato nell'Università di Cagliari e la sua poesia è stata inclusa nell'antologia Poeti spagnoli contemporanei (Alessandria, Edizioni dell'Orso, 2008) di Emilio Coco.
Ha partecipato al Festival Internazionale di Poesia di Barcelona (1998) e ha eseguito letture poetiche in Catalogna, in Romania, a Reykjavík, Melbourne, Parigi, Bordeaux, Buenos Aires, Rosario, Roma, Verona, Alghero, Madrid, Murcia, Saragozza e in diverse altre città. Ha scritto prefazioni e presentazioni per libri di diversi autori.
La seguente informazione sulle opere edite dell'autore è stata estratta dalla pagina web dell'Associazione di Scrittori in Lingua Catalana.

### Poesia
- Vida endins (Vita dentro), Palma, Moll, 1984.
- Paisatges efímers (Paesaggi effimeri), Barcellona, Columna, 1989.
- La pluja del temps (La pioggia del tempo), Barcellona, Columna, 1990.
- La pell del somni (La pelle del sonno), Barcellona, Columna, 1991.
- Llavis de terra (Labbra di terra), Barcellona, Columna, 1993.
- Auca de la llengua (Auca della lingua) [con disegni di Pilarín Bayés], Joves per la Llengua, 1994.
- Terra (Terra), Barcellona, Columna, 1994.
- Cohèlet (Qohèlet), Barcellona, Columna, 1996.
- Ben Sira (Ben Sira), Barcellona, Columna, 1996.
- Qumran (Qumran), Barcellona, Columna, 1997.
- D'una terra blava (Di una terra azzurra), Palma, Moll, 1997.
- Khepri (Khepri), Barcellona, Columna, 1998.
- Ha-Cohen (Ha-Cohen) [edizione bilingue catalano-castigliano], Barcellona, Seuba, 1999; seconda edizione Barcellona, Comte d'Aure, 2004.
- El somni (Il sonno), Barcellona, La Magrana, 2000.
- Tot passa en el silenci (Tutto passa nel silenzio) [poema del catalogo omonimo del pittore Antonio Hervàs che illustra una serie di cinque quadri], edizione speciale, 2000, 6 pagine.
- El silenci (Il silenzio), Barcellona, La Magrana, 2001.
- La llum (La luce) [fotografie di Francesc Guitart, presentazione di Miquel Martí i Pol], Perspectiva, 2001.
- Tríptic hebreu (Trittico ebraico), Barcellona, La Magrana, 2002; nuova edizione [prologo di Marie-Claire Zimmermann], Valenzia, 3i4, 2004.
- Primavera d'hivern (Primavera en inverno) [fotografie di Kim Castells], Barcellona, March, 2002.
- El centri del temps (Il centro del tempo), Barcellona, 62, 2003.
- Els immortals (Gli immortali), Valenzia, Tres i Quatre, 2006.
- Miratges (Miraggi) [fotografie di Francesc Guitart], Lerida, Pagès, 2006.
- Maríntim, Barcellona, Meteora, 2008.
- Pinzellades de llum. Sobre la Cerdanya [fotografie di Kim Castells], Tarragona, Arola, 2009.
- Arwad [illustrazioni di Antonio Hervás], Sitges, Papers de Terramar, 9, 2009.
- Vesteix la mirada [fotografie di Francesc Guitart], Lerida, Pagès, 2009.
- Ens mou la llum [illustrazioni di Antonio Hervás], Lerida, Pagès, 2009.
- Empúries [incisioni di Antonio Hervás], Girona, 2010.
- S'acosta el mar. Poesia 1984-2009 [prefazione di Marie-Claire Zimmermann e cura di David Jiménez i Cot], Valenzia, Tres i Quatre, 2010.
- A quatre mans, Juneda, Fonoll, col. Joan Duch, 24, 2011.
- Una magrana d'astres [musica di Pere Vilanova, illustrazioni di Sergi Solans; CD incluso], Girona, Cubert, 2011.
- Alba del vespre, Valenzia, 3i4, 2013.
- La mà del temps, con fotografie di Maite González, Tarragona, Arola, 2013.
- Alba del vespre i altres poemes [illustrazioni di Aurora Valero, introduzione di Jaume Pérez Montaner], Valenzia, Tres i Quatre, 2015.
- Ausencia / absència / absence [fotografie de Manuel Cohen], Lerida, Pagès, 2015.
- Tensho [pitture di Màrius Brossa, ceramiche di Wataru], Lerida, Pagès, 2016.
- Celestial Sant Sopar [con Miquel Pujol i Jaume Aymar], Barcellona, Claret, 2016.
- Mars [fotografie di Kim Castells], Tarragona, Arola, 2016.
- Els fruiters en flor [con Anna Garcia Garay, Clara Mir e Ricard Mirabete; introduzione di Rafael Vallbona]. Premià de Dalt, Quaderns de la Font del Cargol, 2016.

### Romanzi
- Somnis (Sonni), Barcellona, Columna, 1994.
- Cèrcols de llum (Circoli di luce), Les Gunyoles d'Avinyonet, Vilatana, 1999.
- Ulls encendrats (Occhi cinerini), Valenzia, 3i4, 2005.
- Als llavis duc una fulla de menta. Retalls de memòria, Barcellona, Pubblicazioni dell'Abazia di Montserrat, 2008.

### Traduzioni realizzate
- Responsabilitat lingüística d'obres traduïdes (Responsabilità linguistica di opere tradotte).
- Retrats de mars d'Hélène Dorion (Ritratti di mare di Hélène Dorion), Barcellona, La Magrana, 2000, 120 pagine.
- Arcilla y aliento. Antologia 1983-2001 di Hélène Dorion [traduzione in castigliano, in collaborazione con José Ramón Trujillo], TDR - SIAL, 2001.
- Después de todo di Miquel Martí Pol, premio internazionale di poesia Laureà Mela 2002 (traduzione in castigliano, in collaborazione con Emili Suriñach), DVD, 2002, 96 pagine.
- Orígenes d'Hélène Dorion [traduzione in castigliano], Pen Press, 2003.
- Un rostre recolzat contra el món d'Hélène Dorion (Un volto appoggiato contro il mondo di Hélène Dorion), Lerida, Pagès, 2003.
- Sense límit, sense final del món (Senza limite, senza finale del mondo) di Hélène Dorion, «Reduccions», 78.
- Siete poemas d'Hélène Dorion [traduzione in castigliano con José Ramón Trujillo], «Arena», supplemento culturale di «Excelsior», anno 7, tomo 7, numero 323, Messico, 30 aprile 2005.
- Atrapar: los lugares [poemi di Hélène Dorion tradotti in castigliano], «Galerna - rivista internazionale di letteratura», vol. III, Montclair State University, 2005.
- Poemas, de Màrius Sampere, «Fractal», 28, Messico, pp. 55–64.
- Dialogo con Dios y otros poemas di Bejan Matur, New York, Letter Press Broadsides, Poetry Series, 17, 2006.
- L'histoire est finie (Sonnet disparaissant) [La història s'ha acabat (Sonet que desapareix)] di Jean Portante, «Reduccions», 85, 2006, p. 84-99.
- Poesia, de Jordi de Sant Jordi, Barcellona, Barcino, Tast de clàssics, 1, 2011.
- Atrapar: els llocs, d'Hélène Dorion [traduzione dal francese con Lluna Llecha], Lerida, Pagès, 2011.
- La casa de la compassió[di chi?] [traduzione dal portoghese con Mireia Vidal-Conte], Girona, Curbet, 2012.
- Ponente sull'orlo. Poesie scelte, a cura di Giuseppe E. Sansone, Novara, Interlinea edizioni, 2002.